# Musme
Musme, jedno od sela Chasta Costa Indijanaca na rijeci Rogue u Oregonu. Spominje ga Dorsey u Jour. Am. Folk-lore, III, 234, 1890.